# Alonso de Fonseca I.

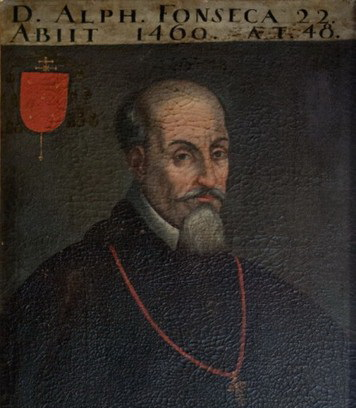
Alonso de Fonseca I.

Alonso de Fonseca I. oder Alonso de Fonseca y Ulloa (* 1418 in Toro; † 18. Mai 1473 in Coca), Grundherr der Städte Alaejos und Coca, war zeitweise Bischof von Ávila (1445–1454), Erzbischof von Sevilla (1454–1465 und 1469–1473) und von Santiago de Compostela (1465–1469). Er war zeitweise auch Ratgeber der kastilischen Könige Johann II. (reg. 1406/1419–1454) und Heinrich IV. (reg. 1454–1474). Darüber hinaus ist er bekannt als Bauherr des Castillo de Coca.

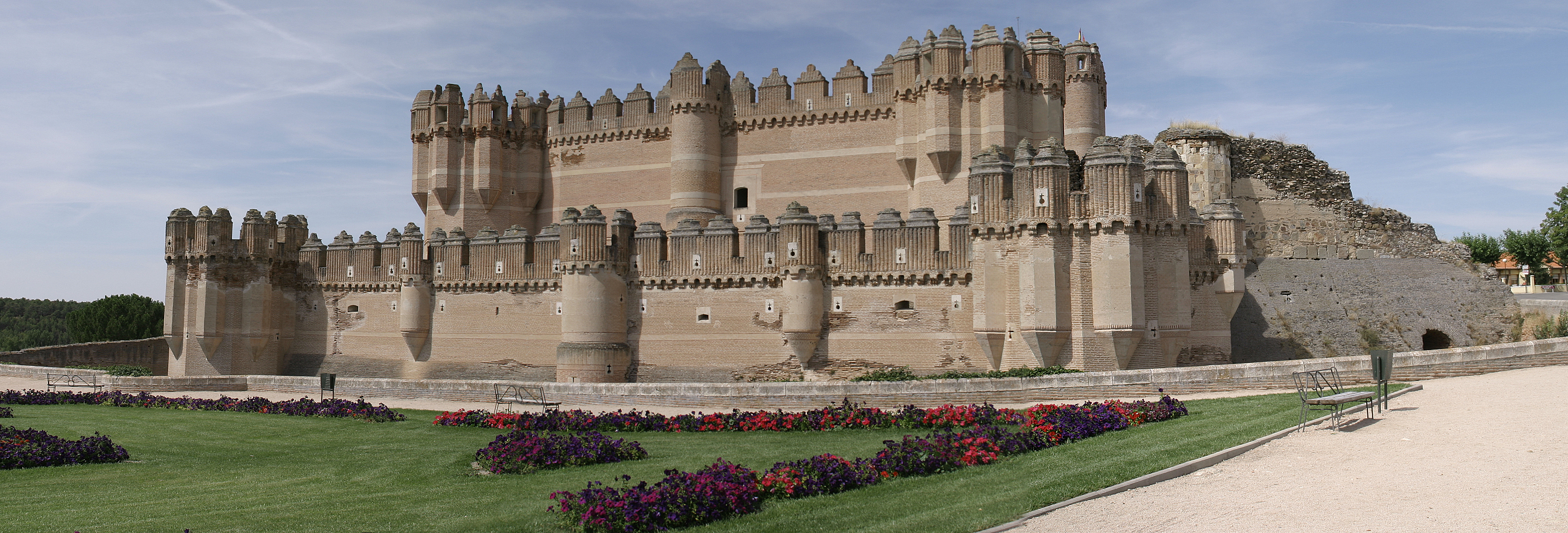
Castillo de Coca

## Leben

### Familie
Alonso de Fonseca war der zweitgeborene Sohn von Juan Alonso de Ulloa, dem Ratgeber König Johanns II. von Kastilien, und von Beatriz Rodríguez de Fonseca, einer portugiesischen Granden, deren Namen er annahm. Aus der Familie gingen mehrere berühmte Persönlichkeiten der spanischen Geschichte hervor.

### Lebenslauf
Alonso de Fonseca machte Karriere als Kleriker und wurde zunächst Erzdiakon von Sanlés an der Kathedrale von Santiago de Compostela. Wenige Jahre später übernahm er die Erziehung des Infanten Heinrich. Um 1448 wurde er – wie schon sein Vater – Berater Johanns II; der König gab ihm die Städte Alaejos und Coca als Lehensbesitz und bald darauf begann Alonso mit dem Bau zweier Burgen. Wahrscheinlich war er am Sturz des Adelsführers und Quasi-Regenten Álvaro de Luna im Jahr 1453 beteiligt. Im Mai 1454 schloss er die Ehe zwischen dem neuen König Heinrich IV. von Kastilien und dessen zweiter Gemahlin Johanna von Portugal. Im selben Jahr spendete er die Bischofsweihe an Pedro González de Mendoza, dem späteren Erzbischof von Toledo und Ratgeber der Katholischen Könige Isabella I. von Kastilien und Ferdinand II. von Aragón. Er wurde Berater Heinrichs IV. von Kastilien und León, musste jedoch im Jahr 1468 dessen – durch den Druck des Adels herbeigeführte – Quasi-Abdankung und das Ende der von ihm geschlossenen Ehe miterleben. Er selbst fiel bei den immer mächtiger werdenden Adligen in Ungnade, blieb aber bis zu seinem Tode Bischof von Sevilla.
In der Pfarrkirche von Coca befindet sich seine letzte Ruhestätte mit einer vom Bildhauer Bartolomé Ordóñez gestalteten Liegefigur (yacente).